# Trasporti in Polonia
Questa voce raccoglie le principali tipologie di trasporti in Polonia.

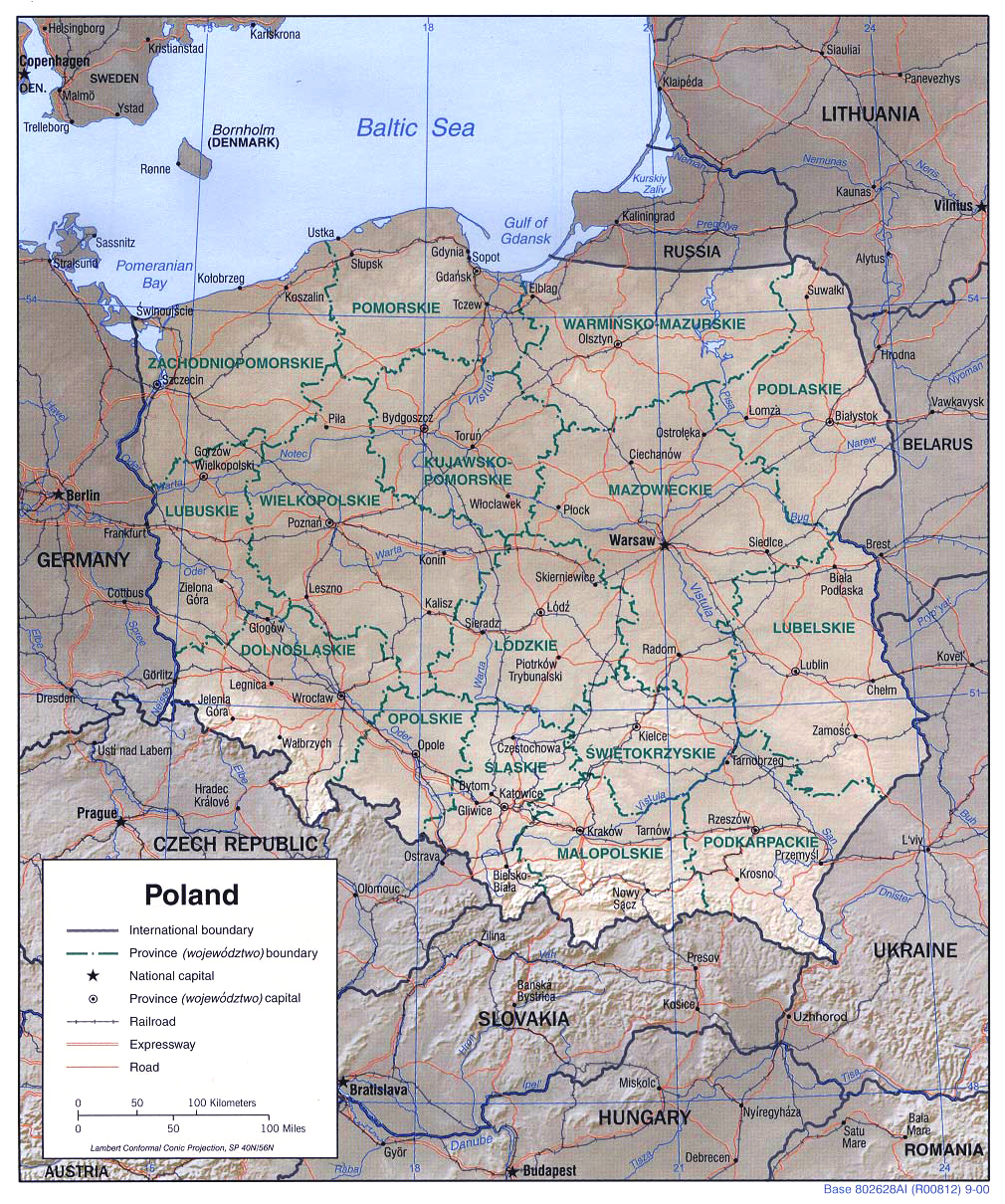
Polonia: carta geopolitica con rete stradale e ferroviaria

## Trasporti su rotaia

### Rete ferroviaria
In totale: 23.420 km (dati 1998)
- Scartamento
  - allargato (1524 mm): 646 km
  - normale (1435 mm): 21.639 km, 11.626 dei quali elettrificati e 8.978 a doppio binario
  - ridotto (600, 750, 785, 1000 mm): 1.135 km (dati in concessione ad operatori regionali alla fine del 2002)
- Gestore nazionale: Polskie Koleje Państwowe (PKP)
- Collegamento a reti estere contigue
  - presente
    - con cambio di scartamento (1435/1524 mm): Bielorussia, Lituania, Russia ed Ucraina
    - con stesso scartamento (1435 mm): Germania, Repubblica Ceca e Slovacchia.

### Reti metropolitane
La metropolitana è presente dal 1995 soltanto nella capitale, Varsavia.

### Reti tranviarie
Il servizio tranviario, a trazione elettrica, è attualmente presente nelle seguenti città:
- Breslavia (dal 1893)
- Bydgoszcz (dal 1895)
- Cracovia (dal 1903)
- Częstochowa (dal 1959)
- Danzica (dal 1895)
- Elbląg (dal 1895)
- Gorzów Wielkopolski (dal 1899)
- Grudziądz (dal 1899)
- Katowice (dal 1898)
- Łódź (dal 1898)
- Poznań (dal 1898)
- Stettino (dal 1897)
- Toruń (dal 1891)
- Varsavia (dal 1908).

## Trasporti su strada

### Rete stradale
In totale: 423.997 km (dati 2003)
- asfaltate 295.356 km
- bianche: 128.641 km.

### Reti filoviarie
Attualmente in Polonia esistono bifilari nelle seguenti città (tra parentesi anno di inaugurazione e gestore):
- Gdynia (dal 1943 - PKT Gdynia)
- Lublino (dal 1953 - MPK Lublin)
- Tychy (dal 1982 - TLT Tychy).

### Autolinee
In tutte le città ed in altre zone abitate della Polonia sono presenti aziende pubbliche e private che gestiscono trasporti - urbani, suburbani, interurbani e turistici - esercitati con autobus.

## Trasporti aerei
- Scali internazionali: Breslavia, Cracovia, Danzica, Katowice, Poznań e Varsavia.

### Aeroporti
In totale: 123 (dati 2005)

Polonia: localizzazione dei principali aeroporti

a) con piste di rullaggio pavimentate: 84
- oltre 3047 m: 4
- da 2438 a 3047 m: 29
- da 1524 a 2437 m: 41
- da 914 a 1523 m: 7
- sotto 914 m: 3

b) con piste di rullaggio non lastricate: 39
- oltre 3047 m: 0
- da 2438 a 3047 m: 1
- da 1524 a 2437 m: 4
- da 914 a 1523 m: 13
- sotto 914 m: 21.

### Eliporti
In totale: 2 (dati 2005).

## Idrovie
La Polonia dispone di 3.812 km di canali e fiumi navigabili (dati 1996)

### Porti e scali
- Breslavia
- Danzica
- Gdynia
- Kołobrzeg
- Stettino
- Świnoujście
- Ustka
- Varsavia